# Artiastis
Artiastis is een geslacht van vlinders van de familie sikkelmotten (Oecophoridae), uit de onderfamilie Oecophorinae.

## Soorten
- A. heliacma Meyrick, 1888
- A. philoscia (Meyrick, 1902)
- A. ptochopa Meyrick, 1888
- A. tepida Meyrick, 1888